# Felipe Rivero y Lemoine

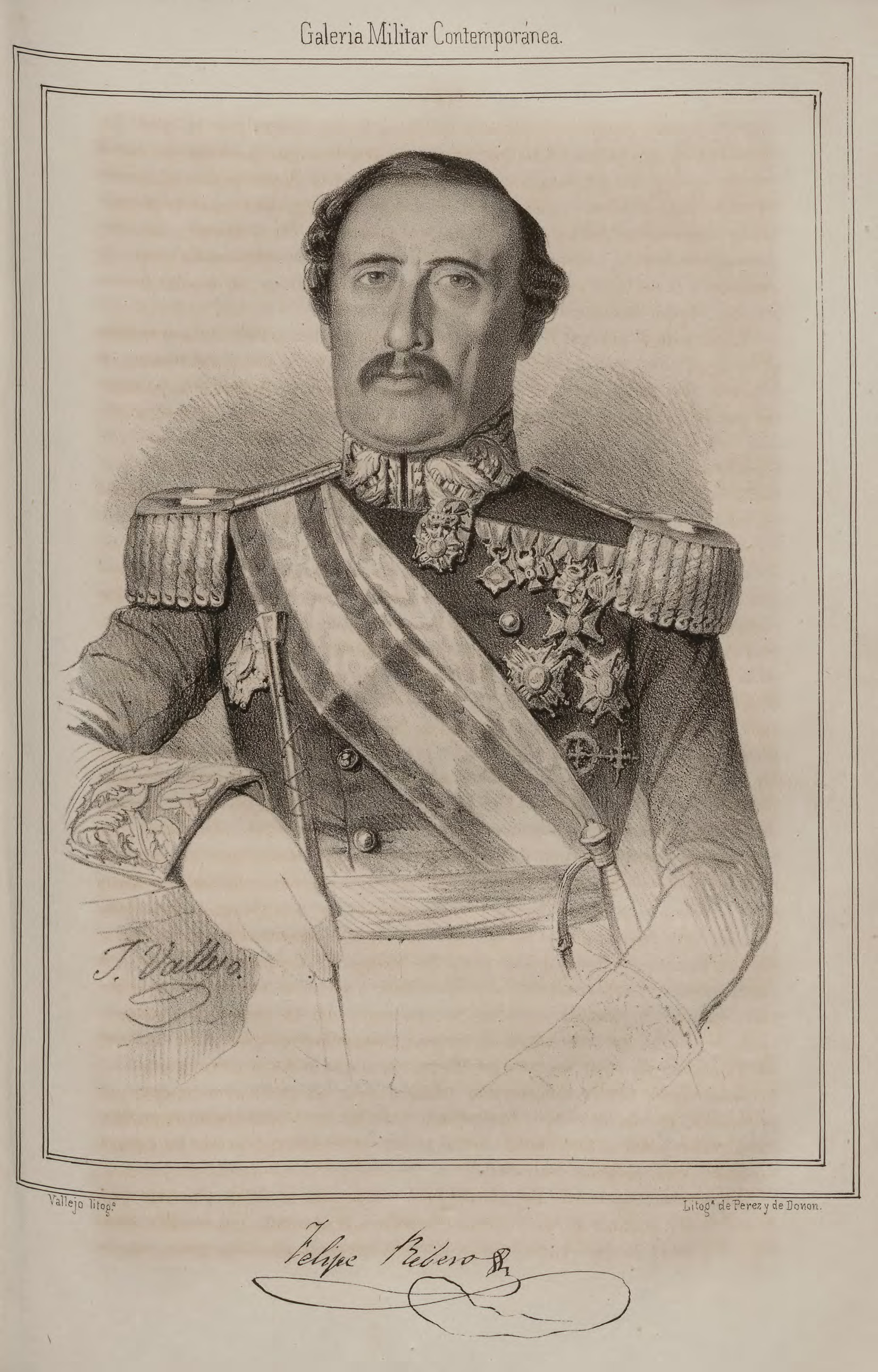
José Vallejo y Galeazo, retrato de Felipe Rivero. Litografía. Ilustración de Galería militar contemporánea: colección de biografías y retratos de los generales... en los ejércitos liberal y carlista durante la última guerra civil: con una descripción de las campañas del Norte y Cataluña..., Madrid, 1846.

José Felipe Rivero y Lemoine (La Plata, Alto Perú, 30 de abril de 1797-Madrid, España, 8 de septiembre de 1873) fue un militar español de origen altoperuano. Tras la batalla de Ayacucho se trasladó a la península donde llegó a desempeñar importantes cargos públicos. Fue el último virrey de Navarra en 1839 y gobernador de Santo Domingo entre 1862 y 1863.

## Biografía
Nació en la ciudad de La Plata (actual Sucre), el seno de una familia de la aristocracia altoperuana. Fue hijo del doctor en leyes Juan Francisco Rivera Vieyra, natural de Buenos Aires, y Bárbara Lemoine de Villavicencio, natural de Chuquisaca e hija del maestre de campo Juan Bautista de Lemoine. Su padre se desempeñó como gobernador subdelegado del partido de Cinti y luego del de Larecaja en la Provincia de La Paz, fue también teniente coronel de milicias. En 1810 con motivo de las insurrecciones independentistas su familia emigraría a la provincia de Puno. Ingresó junto a sus hermanos al ejército realista, en 1812 fue admitido como cadete en el batallón Ligero del Centro, cuerpo de infantería en el que realizaría toda su carrera militar en el Perú y en el que en 1824 llegaría a alcanzar el grado de comandante y jefe del mismo en reemplazo del coronel Baldomero Espartero a quien el virrey había enviado de comisión a España. Al mando de este cuerpo combatió con distinción en la batalla de Ayacucho. 
Tras la derrota realista y la pérdida del Perú marchó a la metrópoli en compañía de su antiguo jefe Espartero, en la península permaneció en situación de indefinido hasta 1828 cuando se reincorporó al servicio activo. En 1831 fue ascendido a coronel y durante la primera guerra carlista ascendió a teniente general. 
En noviembre de 1836 firma órdenes como Secretario de Estado y del Despacho de la Guerra.
En 1838 había sido nombrado comandante general de la Guardia Real de Infantería, y luego sucesivamente capitán general del octavo Distrito, de Aragón , de Castilla la Vieja y Andalucía siendo también elegido senador. 
El 7 de enero de 1840 fue nombrado virrey de Navarra y capitán general de las provincias vascongadas, el 15 de diciembre suprimido el cargo de virrey continuó como capitán general de Navarra y las provincias vascongadas.
En 1862 fue nombrado gobernador de Santo Domingo, que había sido recientemente vuelto a anexar por la corona española, cargo que cumplió hasta el año siguiente. A su regreso a la península se desempeñó como Presidente del Tribunal Supremo de Guerra y Marina, y Presidente del Consejo Supremo de la Guerra cargo que ocuparía hasta su fallecimiento el 8 de septiembre de 1873. A lo largo de su vida ostentó además las condecoraciones militares de las grandes cruces de Isabel la Católica, de Carlos III, de San Fernando y de San Hermenegildo.
Su hermano José Claudio, también antiguo oficial realista pero que optó por permanecer en la nueva República de Bolivia, contrajo matrimonio con la hija única del general absolutista Pedro Antonio Olañeta, con quien tuvo numerosa descendencia.